# 아난타푸르

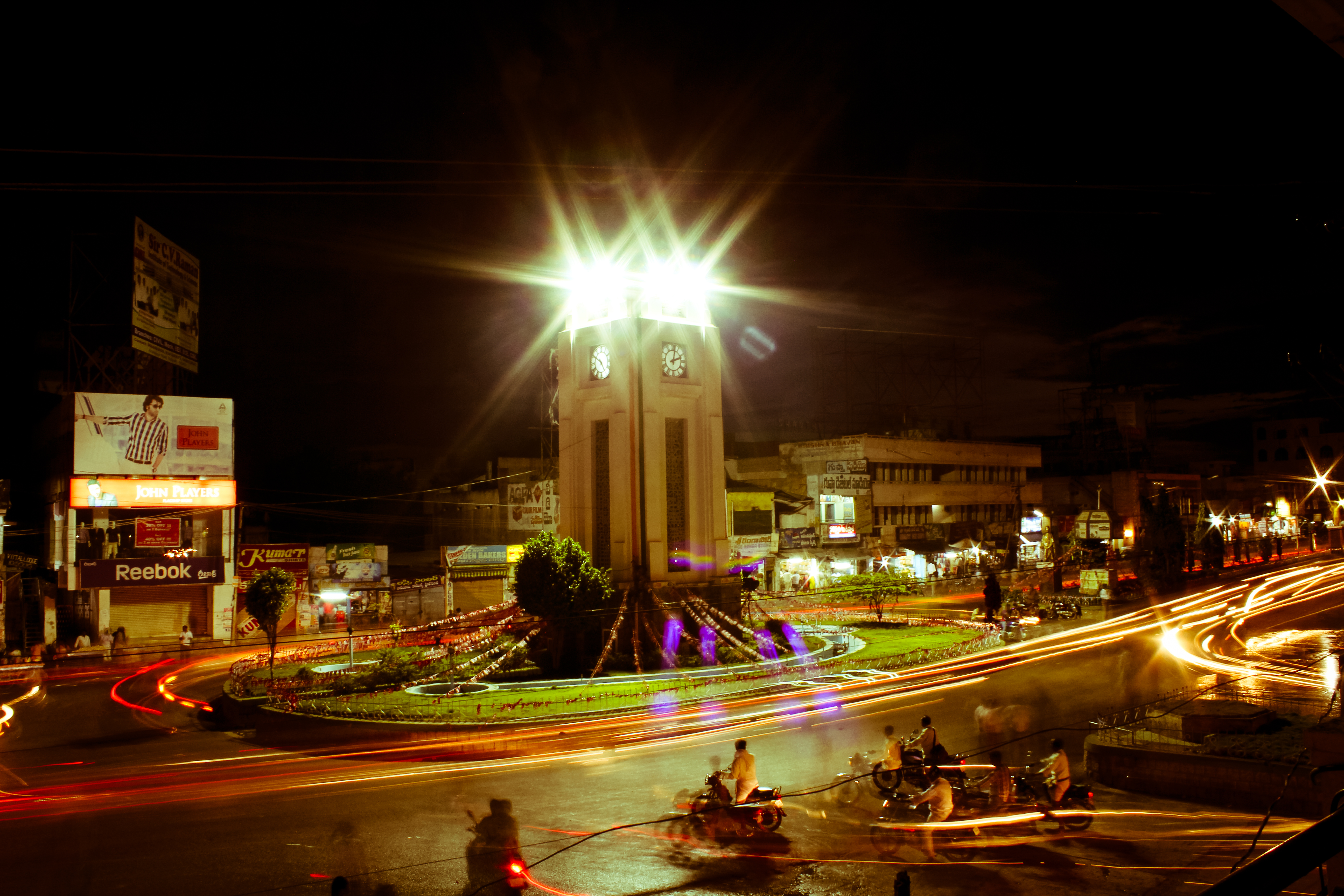
아난타푸르 시계탑

아난타푸르(텔루구어: అనంతపురం, 힌디어: अनंतपूर, 영어: Anantapur)는 인도 안드라프라데시주 아난타푸르구의 도시이다. 아난타푸르 만달의 본부이자 아난타푸르 세입부의 본부이다. 아난타푸르는 국도에 위치해 있다. 1799년에는 다타 만달람(안드라프라데시주와 카르나타카주의 벨라리)의 본거지이기도 했다. 제2차 세계 대전 당시 영국령 인도 육군의 전략적 요충지이기도 했다.

## 인구 통계
아난타푸르의 인구는 2011년 기준으로 340,613명이다. 성비는 남성 1000명당 995명이며 6세 미만 인구는 9%에 달했다. 유효 문해력은 82%, 남성 문해력은 89%, 여성 문해력은 75%이다. 텔루구어가 공용어이며 우르두어, 힌디어, 칸나다어, 타밀어 또한 도시 내 소수민족이 사용하고 있다.

## 문화
정치, 영화 산업 등 다양한 분야에 공헌한 고을 출신이 몇 명 있다. 닐람 산지바 레디는 인도의 전 대통령이자 안드라프라데시주의 초대 수상이었으며, 페이디 락슈마야는 아난타푸르 로크 사바 선거구의 초대 국회의원이었다. 칼루르 수바 라오는 인도의 자유 운동가였고 인도 영화 감독, 작가, 제작자였던 카디리 벤카타 레디뿐만 아니라 안드라 총회의 초대 연설자였다. 사티야 사이바바는 힌두교의 정신적 지도자였고, 벨라리 라그하바는 인도의 극작가, 테스피안 그리고 영화 배우였다.

### 요리
수수, 진주조, 손가락기장과 같은 서곡은 식품에 주로 사용되는 곡물이다. 땅콩은 또한 인기 있고 처트니, 치키와 같은 일상적인 음식에 사용되며 끓이거나 매운 볶은 땅콩과 함께 간식으로 즐겨진다.

### 도시 경관

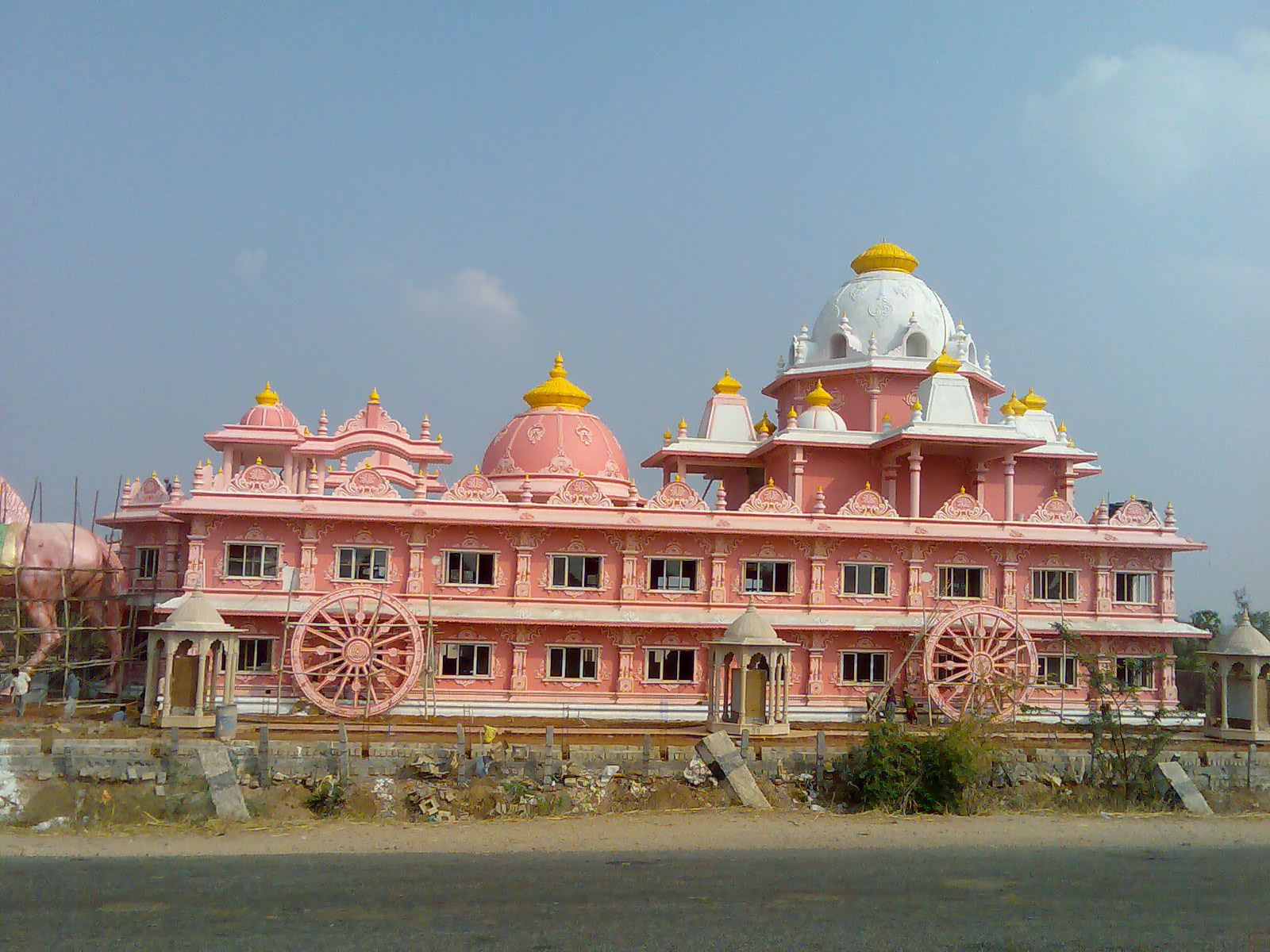
아난타푸르의 ISKCON 사원

도시 주변에는 시계탑, 삽타기리 원, ISKCON 사원, 역세권, 버스 정류장, 스리칸탐 원, 정부 병원, 법원 도로 등이 있다. 도시의 주요 랜드마크는 1960년 후반에 건설된 뉴타운을 연결하는 시계탑 근처의 철교이다. 도시의 중심부와 NH44를 연결하는 일부로서 이 랜드마크는 철거되고 새로운 4차선 저공비행 기능이 작동될 때까지 폐쇄된다.